# Crustoderma resinosum
Crustoderma resinosum är en svampart som först beskrevs av H.S. Jacks. & Dearden, och fick sitt nu gällande namn av Robert Lee Gilbertson 1981. Crustoderma resinosum ingår i släktet Crustoderma och familjen Meruliaceae.   Inga underarter finns listade i Catalogue of Life.